# Platja del Silencio
La Platja del Silencio, també coneguda com El Gavieru, està situada en el concejo de Cudillero, Astúries, Espanya. Forma part de la Costa Occidental d'Astúries i està catalogada com a Paisatge protegit, ZEPA i LIC.

## Descripció
És una platja paradisíaca a la qual encara no ha arribat la massificació. Tal és així que fins fa deu anys era freqüentada per persones que practicaven el nudisme. Però en els últims anys sembla que s'invertís la situació, perquè en els millors dies d'estiu pot estar de gom a gom de cotxes aparcats durant tot el camí d'accés a la platja. Potser una de les raons d'aquesta tendència estigui en el foment que es realitza des del Principat d'Astúries per millorar els accessos a les platges. Sobretot després de l'aprovació del Pla d'Ordenació del Litoral Asturià (POLA) per part de l'Administració d'aquesta Comunitat Autònoma, que contempla la realització d'una sèrie d'infraestructures en aquest sentit: sengles costaneres, aparcaments, miradors, etc.
Malgrat tot no compta encara amb cap servei.
Per arribar a la platja cal anar al poble de Castañeras en el concejo de Cudillero. La platja és de palets i en la part dreta es pot veure una muntanya amb una part de penya-segat. A causa de la claredat de les seves aigües es pot practicar el submarinisme o pesca submarina, activitat que per practicar-la precisa de la corresponent llicència del Principat d'Astúries, en honor de preservar la riquesa dels ecosistemes de la qual fa gala la major part de la costa asturiana.